# 董國
董国，是先秦时期的一个诸侯国。
黄帝之后有飂叔安，生下董父，舜赐姓董氏，为己姓国。后代在晋国有董狐、董安于。蔡墨曾经对魏舒说，董父很喜欢龙，能够了解龙的嗜好要求来喂养它们，龙去他那里的很多，于是就驯服饲养龙，用来伺候帝舜。帝舜赐他姓叫董，氏叫豢龙，封他在鬷川，鬷夷氏就是他的后代。